# Sedum baleensis
Sedum baleensis är en fetbladsväxtart som beskrevs av Michael George Gilbert. Sedum baleensis ingår i Fetknoppssläktet som ingår i familjen fetbladsväxter. Inga underarter finns listade i Catalogue of Life.